# Ludmer
Ludmer est une région géographique située à l'est de la Bosnie-Herzégovine et de la république serbe de Bosnie.
La microrégion de Ludmer se trouve dans une vaste boucle que forme la Drina dans la région du Haut Podrinje. Elle partage cette localisation avec la région d'Osat. La ville de Bratunac est la capitale historique de cette microrégion.